# Espargo (Santa Maria da Feira)
Espargo é uma localidade portuguesa do Município de Santa Maria da Feira que foi sede da extinta Freguesia de Espargo, freguesia que tinha 5,70 km² de área e 1 559 habitantes (2011), e, por isso, uma densidade populacional de 273,5 hab/km².
A Freguesia de Espargo foi extinta (agregada) pela reorganização administrativa de 2012/2013, tendo o seu território sido agregado ao das Freguesias de Santa Maria da Feira, de Travanca e de Sanfins para criar a União das Freguesias de Santa Maria da Feira, Travanca, Sanfins e Espargo.

## População
| Número de habitantes residentes | Número de habitantes residentes | Número de habitantes residentes | Número de habitantes residentes | Número de habitantes residentes | Número de habitantes residentes | Número de habitantes residentes | Número de habitantes residentes | Número de habitantes residentes | Número de habitantes residentes | Número de habitantes residentes | Número de habitantes residentes | Número de habitantes residentes | Número de habitantes residentes | Número de habitantes residentes |
| ------------------------------- | ------------------------------- | ------------------------------- | ------------------------------- | ------------------------------- | ------------------------------- | ------------------------------- | ------------------------------- | ------------------------------- | ------------------------------- | ------------------------------- | ------------------------------- | ------------------------------- | ------------------------------- | ------------------------------- |
| 1864                            | 1878                            | 1890                            | 1900                            | 1911                            | 1920                            | 1930                            | 1940                            | 1950                            | 1960                            | 1970                            | 1981                            | 1991                            | 2001                            | 2011                            |
| 734                             | 762                             | 803                             | 868                             | 1 006                           | 1 050                           | 1 137                           | 1 100                           | 1 207                           | 1 257                           | 1 280                           | 1 516                           | 1 439                           | 1 309                           | 1 559                           |

| Distribuição da População por Grupos etários | Distribuição da População por Grupos etários | Distribuição da População por Grupos etários | Distribuição da População por Grupos etários | Distribuição da População por Grupos etários | Distribuição da População por Grupos etários | Distribuição da População por Grupos etários | Distribuição da População por Grupos etários | Distribuição da População por Grupos etários | Distribuição da População por Grupos etários |
| -------------------------------------------- | -------------------------------------------- | -------------------------------------------- | -------------------------------------------- | -------------------------------------------- | -------------------------------------------- | -------------------------------------------- | -------------------------------------------- | -------------------------------------------- | -------------------------------------------- |
| Ano                                          | 0-14 Anos                                    | 15-24 Anos                                   | 25-64 Anos                                   | > 65 Anos                                    |                                              | 0-14 Anos                                    | 15-24 Anos                                   | 25-64 Anos                                   | > 65 Anos                                    |
| 2001                                         | 206                                          | 208                                          | 736                                          | 159                                          |                                              | 15,7%                                        | 15,9%                                        | 56,2%                                        | 12,1%                                        |
| 2011                                         | 281                                          | 140                                          | 908                                          | 230                                          |                                              | 18,0%                                        | 9,0%                                         | 58,2%                                        | 14,8%                                        |

## Património
Nesta freguesia localiza-se um dos maiores e mais modernos centros de congressos do país, o Europarque, e um centro de ciência, o Visionarium, ambos pertença da Associação Empresarial de Portugal.
- Edifícios e instalações do Europarque
- EB 1 Igreja de Espargo
- Jardim-de-Infância n.º 1 de Espargo
- Junta de Freguesia
- Igreja de São Tiago (matriz)
- Salão Paroquial
- Casa Paroquial
- Cruzeiro no adro da igreja
- Polo Desportivo
- Escola de Música
- Fonte do Ribeirinho
- ETAR da Remolha
- Quinta da Boavista
- Casa da Boa Vista e Capela de Santa Quitéria
- Vestígios arqueológicos

## Lugares
- Igreja
- Barroca
- Barreirinho
- Espargo de Baixo
- Barracão
- Lavourinho
- Cortinhal
- Rua Nova
- Boavista de Espargo (onde ainda hoje se situa a quinta da Boavista)
- Roligo
- Lourido

## Coletividades
- Grupo Cultural e Recreativo Andorinhas de Espargo
- Rancho Folclórico Andorinhas de Espargo
- Abrir Horizontes - Associação Cultural e Desportiva
- GimnoDance

## História
Espargo é uma freguesia referida em documentos que datam de 1053, organizada desde o ano de 1220 por ocasião das inquirições de D. Afonso II. A palavra nasceu das plantações de espargos que se faziam em abundância pela população, que vivia do seu cultivo.
O pároco era apresentado pelos monges beneditinos do Couto de Cucujães, freguesia que pertencia ao concelho de Oliveira de Azeméis.
A Igreja de estilo Renascentista, foi construída em 1729 e restaurada pela primeira vez em 1890. É um belo edifício bem acabado e muito bem conservado. Tem quatro altares em rica talha renascentista, com uma torre sineira que possui alguma cantaria e um relógio. Existia um painel (Ceia de Cristo) ao centro, mandado fazer pelo padre Abílio Samuel e realizado pelo pintor Eduardo Moura. O sacrário desta igreja sofreu o jancetismo (religião muito rigorosa). Não será exagero mencionar o elevado valor artístico desta igreja, face a muitas outras existentes no concelho.
Além da Igreja Matriz existia uma capela pública dedicada a Nossa Senhora da Conceição, no lugar da Barroca (atualmente não existe, foi destruida). Há ainda uma capela a Santa Eufémia na casa da Boavista; chegou a sair desta capela a procissão da comunhão. No século XIX José Ferreira Borges vinha passar as suas férias a esta Quinta, onde fez a primeira elaboração do Código Comercial.
Na freguesia existem quatro Cruzeiros, à volta dos quais se faziam as procissões das festas. Dois datam da construção da igreja e são do mesmo estilo.
Nesses tempos, apenas havia um edifício escolar com dois amplos salões, construídos em 1931, subsidiado pelo Estado. De 1935 a 1950 o movimento estudantil foi quase nulo; apenas duas formaturas, uma em medicina e outra em advocacia, e também três formaram-se padres. O ensino era feito pelo padre mestre.
Não menos importante, na história recente desta localidade, foi o papel que desempenhou o Padre Agostinho, homem que deixou saudades na freguesia pela humildade, entrega, e dedicação nos anos em que dirigiu os destinos desta paróquia, uma verdadeira entrega que ficou patente pelo bem que fez aos pobres de então desta freguesia dando-lhes terreno, este, dos seus bens próprios para que esses pudessem construir, entre tantas outras virtudes que as gentes desta terra não esqueceram.
Com um terreno fértil, abundante em água e geralmente bem tratado. Não havia terrenos desaproveitados. A principal cultura era o milho. O comércio estava reduzido a mercearias e aos produtos da indústria local. Além das pequenas indústrias caseiras, exercidas por pessoas do sexo feminino, rendeiras e tecedeiras, havia uma fábrica de cordoaria, uma serralharia, uma tanoaria, oito azenhas, duas oficinas de pirotécnica e uma de jugueiro. Os jugos de Espargo eram muito afamados levando longe o nome da freguesia. Estiveram presentes na Exposição Colonial, Palácio de Cristal e na exposição dos Centenários de Lisboa. Com alguns exemplares vendidos para Londres, onde foram muito apreciados pela parte popular Portuguesa.
No lugar de Espargo de Baixo existia uma fonte que foi construída no ano de 1953. Era toda em pedra e a sua água era bastante apreciada pela população. O povo, principalmente no Verão, deslocava-se ali para encher os seus cântaros de água para beber.
Atualmente, e depois de anos de abandono, a fonte foi "reposta" pela autoridade local, alocada a um espaço cedido a título gratuito por António Pinto Guimarães, designada por Fonte do Ribeirinho esta encontra-se visível a todos os visitantes do centro de congressos Europarque, uma vez que o seu acesso é quase contiguo à entrada deste.